# لئوناردو رئالپه
لئوناردو رئالپه (انگلیسی: Leonardo Realpe؛ زادهٔ ۲۶ فوریهٔ ۲۰۰۱) بازیکن فوتبال است.
از باشگاه‌هایی که در آن بازی کرده‌است می‌توان به باشگاه فوتبال ایندپندینته دل‌وایه اشاره کرد.
وی همچنین در تیم ملی فوتبال اکوادور بازی کرده‌است.